# Lynda Hamri
Pour les articles homonymes, voir Hamri (homonymie).
Lynda Hamri, née le 8 février 1989 à Bab El Oued, est une athlète handisport algérienne pratiquant le saut en longueur.

## Biographie
Lynda Hamri est atteinte de maculopathie, une pathlologie de la rétine.
Elle obtient la médaille de bronze du saut en longueur aux Jeux africains de 2007 à Alger et aux Jeux africains de 2011 à Maputo en catégorie T13.
Elle est médaillée d'argent du saut en longueur en catégorie F13 aux Jeux paralympiques d'été de 2012 à Londres.
Aux Championnats du monde d'athlétisme handisport 2013 à Lyon, aux Championnats du monde d'athlétisme handisport 2015 à Doha et aux Championnats du monde d'athlétisme handisport 2019 à Doha, elle remporte la médaille d'argent de saut en longueur en catégorie T12.
Elle est médaillée de bronze du saut en longueur en catégorie T12 aux Jeux paralympiques d'été de 2016 à Rio de Janeiro, aux Championnats du monde d'athlétisme handisport 2017 à Londres, aux Jeux paralympiques d'été de 2020 à Tokyo et aux Jeux paralympiques d'été de 2024 à Paris.